# Peter Ochs
Peter Ochs (ur. 20 sierpnia 1752 w Nantes, zm. 19 czerwca 1821 w Bazylei) – szwajcarski polityk, republikanin, historyk i prawnik. Zwolennik idei Wielkiej Rewolucji Francuskiej. Był jednym z przywódców tudzież inspiratorów rewolucji szwajcarskiej w 1798 roku. Współzałożyciel Republiki Helweckiej, twórca jej pierwszej konstytucji tudzież członek helweckich władz centralnych. Autor historii Bazylei.

## Biografia
Urodził się we Francji, jego rodzina pochodziła z Bazylei, prawdopodobnie miała korzenie arystokratyczne. W 1769 zamieszkał w Bazylei, gdzie po obronie doktoratu z prawa w 1776, zaangażował się działalność polityczną. Od początku był zwolennikiem wartości oraz ideałów oświeceniowych. Sprzeciwiał się sytuacji politycznej i społecznej Szwajcarii pod koniec XVIII wieku, którą postrzegał jako rozkład państwa. Po wybuchu rewolucji we Francji w 1789 został zwolennikiem radykalnych reform. 
W Paryżu mieli swoją siedzibę emigranci szwajcarscy. W 1790 został tam założony przez Jeana Nicolasa Castelliego szwajcarski klub patriotyczny. Wśród zwolenników zmian ustroju Szwajcarii obok Ochsa wyróżniali się: Frédéric César de La Harpe i Paul Usteri. W latach 1796–1797 planował wspólnie z Napoleonem stworzenie rewolucyjnego rządu w Szwajcarii, opracował także nowy projekt konstytucji wzorowany na francuskiej ustawie zasadniczej z 1795. Został on zaakceptowany przez Bonapartego i w wersji skróconej opublikowano go we francuskim dzienniku Moniteur 8 lutego 1798. Opracowana przez Ochsa konstytucja Republiki Helweckiej (nazywaną przez jego przeciwników Książeczką Ochsa) została przyjęta z drobnymi poprawkami 12 kwietnia 1798 w Aarau podczas zebrania grupy delegatów z 10 kantonów, tworząc pewnego rodzaju konstytuantę. Oprócz przyjęcia nowej ustawy zasadniczej uczestnicy obrad powołali rząd Republiki zwany dyrektoriatem wykonawczym. Nową konstytucję przyjęto w Vaud. Natomiast kanton Bazylea zaczął opracowywać następujące zmiany: zwiększenie praw kantonów, zmniejszenie pozycji dyrektoriatu względem parlamentu i sądownictwa, ułatwienie rewizji konstytucji. Modyfikacje te zaaprobowały kantony: Argowia, Berno, Fryburg, Obwalden, Solura, Szafuza oraz Zurych. Jednak dalszym zmianom zapobiegli Francuzi, którzy ogłosili, że obowiązująca jest wyłącznie pierwotna wersja projektu Ochsa i zabronione jest dokonywanie w nim jakichkolwiek zmian. Nowej ustawy zasadniczej nie przyjęły kantony: Appenzell Innerrhoden, Glarus, Nidwalden, Schwyz, Uri tudzież Zug. Sama Republika Helwecka istniała krótko, jedynie w latach 1798–1803. Została ona zastąpiona przez luźny związek 19 kantonów zależny od Francji do 1813. 
W grudniu 1797 doszło w Paryżu do spotkania Ochsa i de La Harpe’a z Bonapartem. Rewolucjoniści zostali poinformowani o planowanej inwazji francuskiej na Szwajcarię, zaś ich zadaniem było przygotowanie w kraju powstania. Zdawali sobie sprawę, że pomoc Republiki Francuskiej jest im niezbędna w dokonaniu w kraju radykalnych zmian, ponieważ sami nie mieli ku temu ani środków ani możliwości. Kiedy w 1798 francuskie wojska na rozkaz dyrektoriatu wkroczyły do Szwajcarii, Ochs przyjął to z entuzjazmem, gdyż widział w tym szanse na zjednoczenie i unowocześnienie kraju. Po udanej inwazji Ochs został pierwszym przewodniczącym Senatu Republiki Helweckiej, a później otrzymał stanowisko przewodniczącego dyrektoriatu. Jednak jego pozycja polityczna zaczęła słabnąć. 25 czerwca 1799 został odsunięty od władzy na rzecz stronnictwa Frédérica Césara de La Harpe'a. W późniejszym okresie opracowywał nowe kodeksy: administracyjny (1813) i karny (1821) dla Bazylei tudzież zreorganizował tam uniwersytet miejski. 